# Llista d'estrelles amb nom d'origen àrab
Els noms actuals de moltes estrelles prové de l'àrab, entre les estrelles visibles a ull nu en són prop de 200. L'astrònom As-Sufí en va consignar la majoria en el seu Llibre de les estrelles fixes, partint de la traducció de l'Almagest de Ptolemeu que va fer ell mateix. D'altres etimologies han estat obtingudes a partir de les zijes (taules astronòmiques d'origen persa que permetien localitzar els astres).

## A
- Acamar (alpha Eri), Achernar o Akhenar (Theta Eri): آخر النهر (ʼĀkhir an-Nahr) que vol dir « la desembocadura del riu ».
- Achird : de 'áchir significant « últim, extremitat ».
- Acrab : العقرب (al-ʿaqrab) significant « l'escorpí » (estrella Beta1 de la constel·lació de l'Escorpí).
- Acubens : الزبانى (Az-Zubana) significant « la pinça ».
- Adhafera : الضفيرة (Ad-Dafirah) significant « la sivella ».
- Ain : عين ('Ain) significant « ull ».
- Albali : البالع (albāli‘) significant « el que empassa ».
- Albireo : aquest nom apareix a Europa a l'època del Renaixement, fruit d'una successió d'errors, i de males interpretacions, i tindria per origen el nom grec d'una constel·lació, transliterat en àrab, i a continuació reinterpretat de manera errònia en llatí. No correspon a cap paraula àrab.
- Alchiba : الخباء (Al-Khiba') significant « la tenda ».
- Aldebaran : 'الدبران' (Ad-Dabarān) El seguidor (de les Plèiades)
- Alnilam : النظام (An-Niżām) de نظم (nażm) que significa « rang de perles ».
- Alnitak : (An-Nitaq), « el cinturó »
- Altaïr : النسر الطائر (An-Nasr at-Taʾir) que significa « l'àguila en vol ». El nom àrab és conegut abans de les traduccions de les obres gregues. L'origen és probablement sumèria o babilònica, per a aquests pobles Altaïr era « l'estrella de l'àguila »
- Ancha: أنقاء (anqa) que significa «maluc »[font insuficient].[1] Aquesta estrella forma part de la constel·lació de l'Aquari. Com d'altres estrelles àrabs (Ain, Deneb, Alnitak, Mintaka, Mirach, Rigel), el nom Ancha té per origen el llenguatge anatòmic àrab.

## B
- Betelgeuse : de يد الجوزا, yad al-jawzāʾ, « mà de al-jawzāʾ », transcrit amb un error de lectura de diacrític a l'Edat mitjana en Bedalgeuze, a continuació al Renaixement en Betelgeuse. El terme àrab és antic i data d'abans de la traducció de les obres gregues pels astrònoms musulmans.

## D
- Deneb : El nom Deneb per designar l'estrella α Cygni prové de l'àrab ذنب الدجاجة Dhanab ad-Dajājah, la « cua de la Gallina » (la Gallina ha esdevingut la nostra constel·lació del « Cigne ») i és una traducció de la denominació que trobem en Ptolemeu.

- Denebokab: ذنب العقاب, (ḏanab al-ʿuqāb), també ortografiat Deneb al-Okab, « la cua de l'Àguila ».

## M
- Mintaka : المنطقة (Al-MinTaqah) "cinturó"

- Mekbuda : مقبوضة (MeqbuDah) « la pota plegada del lleó »
- Mirach: إزار i مئزر [Izar, Miîzar] « cinturó », per corrupció ha donat diverses transliterations, entre les quals Mirach.[2]
- Mirfak : Mirfaq el Thurayya, el colze de la Plèiade

## R
- Rigel : abreviatura de l'àrab antic (datant d'abans la influència grega) rijl al-jawzāʾ, « el peu de al-jawzāʾ », el nom apareix a Europa des de finals del segle x.
- Rigel (o Rigil) Kentaurus (Alfa Centauri) : introduït a Occident a una època recent a partir d'un nom utilitzat pels astrònoms musulmans (traduït de Ptolemeu) رجل القنطور que vol dir "el peu del Centaure".

## S
- Saïph : سيف الجبار (Saïf aj-Jabbar), l'espasa del gegant.
- Skat prové de l'àrab الساق (As-Saq) que significa «tíbia»